# Epitedia stanfordi
Epitedia stanfordi är en loppart som beskrevs av Hamilton Paul Traub 1944. Epitedia stanfordi ingår i släktet Epitedia och familjen mullvadsloppor. Inga underarter finns listade i Catalogue of Life.